# Dicrurus megarhynchus
Dicrurus megarhynchus е вид птица от семейство Dicruridae. Видът е почти застрашен от изчезване.

## Разпространение
Видът е разпространен в Папуа Нова Гвинея.